# Konya
 (octobre 2016).
Konya ou Konia, anciennement nommée Iconium, est une ville de Turquie, préfecture de la province du même nom.
Elle est traditionnellement connue pour ses tapis à motifs de maisons (en frise) et ses etliekmek, un plat proche de la pizza.
Elle abrite dans la mosquée d'`Ala' ad-Dîn le mausolée dynastique où sont enterrés huit sultans du sultanat d'Iconium, ainsi que le mausolée de Djalâl ad-Dîn Rûmî, appelé couramment Mevlana (« notre maître »), un mystique persan soufi, fondateur de l'ordre des derviches tourneurs.

## Histoire

### Antiquité
Konya est l'ancienne Ikuna, puis Iconium, de l'Antiquité, capitale de la Lycaonie.
La colline de Ala et-Tin Tepesa, site de l'âge du cuivre du IIIe millénaire av. J.-C., est dominée successivement par les Hattis, les peuples de la mer, les Phrygiens, les Galates, les Cimmériens, les Perses et le royaume de Pergame. Elle est évangélisée par l'apôtre Paul et saint Barnabé entre 45 et 47, Paul revenant en 50 et 53 et c'est là qu'est née une des premières disciples, sainte Thècle d'Iconium[réf. nécessaire]. Au IIIe siècle, le phrygien était encore parlé à Iconium.

### Moyen Âge
La ville est au centre du thème des Anatoliques. Du VIIe siècle au Xe siècle elle est au cœur de la lutte contre les califats omeyyade puis abbasside. La ville est mise à sac en 1069. Après la bataille de Manzikert, la ville est annexée par les Seldjoukides et devient, de la fin du XIe siècle à 1294, la capitale  du sultanat de Roum. Après le démembrement du sultanat, elle n’est qu’une ville secondaire de l'émirat karamanide.
En 1190, au cours de la troisième croisade, l'empereur germanique Frédéric Barberousse s'empare de la ville et bat l'armée principale turque lors d'une affrontement connu comme la bataille d'Iconium.
Au début du XIIIe siècle, Djalâl ed-Dîn Rumî s'installe à Konya. C'est là qu'il est enseveli. La ville devient le siège central de la confrérie soufie des mevlevi (derviches tourneurs).
Bajazid Ier annexe Konya à l'Empire ottoman en 1392. Elle est longtemps la résidence du prince exilé Djem (ou Zizim).
Tamerlan prend la ville en 1402. En 1467, elle est annexée par l’empire ottoman.

### Époque contemporaine
Ibrahim Pacha, fils de Méhémet Ali, vice-roi d'Égypte, y remporte, le 21 décembre 1832, une grande victoire sur les troupes du sultan Mahmoud II (voir Bataille de Konya).
Vers la fin de l'époque ottomane, elle est la capitale du vilayet de Konya et une étape importante du chemin de fer Berlin-Bagdad.

## Transports

### Transport ferroviaire
La ligne de chemin de fer à grande vitesse Ankara-Konya permet de relier les deux villes en 1 h 30 depuis août 2011.

### Transport aérien
La ville de Konya est desservie par l'aéroport de Konya (Konya Havaalanı, en turc) (code IATA : KYA • code OACI : LTAN) situé à 18 kilomètres au nord-est du centre-ville.

## Urbanisme
Konya comprend quelques gratte-ciel dont le plus haut est la Seljuk Tower qui atteint 163 m.

## Personnalités liées à Konya
- Amphiloque d'Iconium, évêque du IVe siècle
- Ahmet Davutoğlu
- Furkan Palalı (tr)
- Aleyna Tilki
- Prokópios Lazarídis
- Emin Alper
- Jalal al-Din Rumi
- Celaleddin Karatay

## Monuments
- Musée Maulana
- Mosquée ʿAla'ad-Dîn Kaykubad commencée en 1156
- Madrasa Ince Minareli (musée)
- Madrasa Karatay (en)

## Jumelages

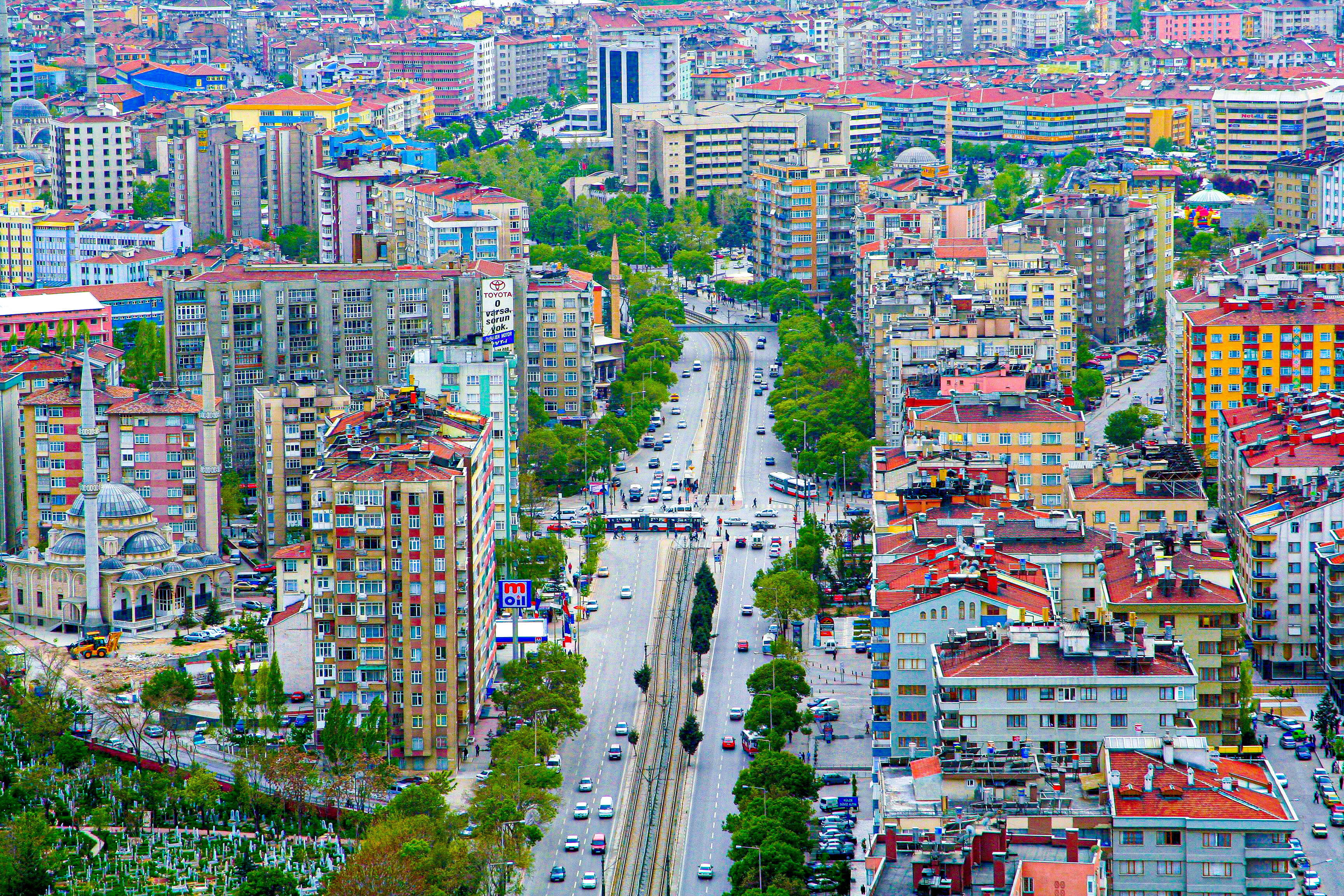
Une vue de l'avenue Nalçacı, à Konya

- Kénitra (Maroc)